# Urna dei Santi Patroni
L'urna dei Santi Patroni è un reliquiario in bronzo dorato, argento e pietre semipreziose (74x90x56 cm) di Ludovico Gavazzi, datato 1925 e conservato nella chiesa dei Santi Faustino e Giovita di Brescia, nella cappella del Crocifisso.

## Storia
L'urna viene commissionata allo scultore milanese Gavazzi per riporvi le due reliquie estratte dai corpi dei santi Faustino e Giovita dopo la solenne apertura della loro arca sepolcrale condotta dal vescovo Giacinto Gaggia nel 1923.
Lo scrigno viene terminato solo nel 1925, data incisa su di esso. Conservato da allora in una nicchia nella parete destra della cappella del Crocifisso, all'interno della chiesa, e protetto da una grata, il reliquiario viene estratto ed esposto ai fedeli ogni anno durante la festa patronale, il 15 febbraio.
In questa occasione, l'urna viene posizionata su un piedistallo al centro della navata centrale, permettendo così una diretta venerazione delle reliquie senza dover necessariamente aprire la grande arca.

## Descrizione
L'urna, molto elaborata, si compone di una teca centrale, aperta sui due lati maggiore con due vetri sagomati, appoggiata su un basso piedistallo modanato e coperta in sommità da un ricco coperchio con quattro torce agli angoli e, in cima, due angioletti recanti le palme del martirio nell'atto di adorare la croce, che fa da puntale.
Ai loro piedi, sul fronte e sul retro del reliquiario, vi sono due cartigli, il primo recante l'iscrizione "SANCT. MARTYR. BRIXIAE PATRONORVM SACRA FEMORA QVAE EX ARCA DESVMPSIT EP. HIAC. GAGGIA CAL. FEBR. MCMXXIII", che segnala il contenuto dell'urna (i due femori dei santi) e ricorda l'evento dell'apertura dell'arca, mentre il secondo riporta l'immagine dei due santi in rilievo. Anche sul piedistallo, in posizione centrale, sono presenti due cartigli con le scritte "VICTORVM GENVS OPTIMVM" e "BONVM CERTAMEN CERTARVNT", traducibili in "Ottima stirpe di vittoriosi" e "Hanno combattuto la buona battaglia". Fanno da raccordo tra la base e il coperchio quattro ricche volute in posizione angolare, sopra le quali stanno seduti altri quattro angioletti recanti le palme del martirio.
All'interno della teca, a sostegno delle due ossa, sono posizionati due specie di candelabri dai bracci molto ribassati, riccamente ornati e completati in cima da uno spillone e una croce in oro e pietre preziose. Fa da foderatura un cuscino in velluto rosso.
Alla composizione in bronzo e argento dorato si accompagna l'impiego di numerose gemme, in particolare tormalina, malachite e lapislazzuli.

## Stile
Per il concepimento dell'opera, il Gavazzi si ispira liberamente all'arca sepolcrale dei due patroni, eseguita da Giovanni Antonio Carra tra il 1617 e il 1622, traendone la forma di sarcofago rigonfio alla base.
L'urna è un esempio dello stile composito e ridondante che caratterizzò anche il campo dell'oreficeria liturgica tra la fine dell'Ottocento e l'inizio del Novecento. Un altro, notevole esempio in tal senso è il reliquiario di sant'Alessandro eseguito nel 1910 dal milanese Giuseppe Viganò per il Duomo di Bergamo. Allo stile della composizione si accompagna anche un certo eclettismo, affiancando agli stilemi di manufatti del tardo Rinascimento putti e vasi fiammeggianti di chiara derivazione barocca.
L'esecuzione è accuratissima: se, da un lato, il Gavazzi si rivela affezionato a modelli stereotipi, dall'altro dimostra le sue ottime abilità di scultore e cesellatore, capace di spingere la propria attenzione fin nei minimi particolari. Si veda, ad esempio, la finezza dei vari angioletti, dalle posture curate e studiate.